# Calonema
Calonema là một chi thực vật có hoa trong họ Lan.